# Christian Bruel
Pour les articles homonymes, voir Bruel.
Christian Bruel (né le 23 avril 1948) est un auteur et un éditeur de littérature pour la jeunesse, fondateur des éditions parisiennes Le Sourire qui mord (1975-1996), puis des éditions Être (1997-2012).

## Biographie
Après des études de psychologie, de sociologie et de linguistique,, il crée en 1975, en collaboration avec Anne Bozellec les éditions Le Sourire qui mord, à Paris. Il y publie à partir de 1976, des albums pour enfants dans la lignée de François Ruy-Vidal .  Pour Le Temps, en 2000, Christian Bruel est le « découvreur de talents décapants des éditions Le Sourire qui mord ».
En 2014 paraît l'ouvrage collectif Christian Bruel, auteur-éditeur, une politique de l’album. Dans le Bulletin des bibliothèques de France (BBF), Bérénice Waty fait une longue chronique de l'essai, l'année suivante. Avec le travail de Christian Bruel, elle annonce : « on va être en présence d'activité éditoriale pensée comme un activisme pour ériger la lecture émancipatrice et force de citoyenneté, d’une conception et de la publication d’histoires pour défendre une vision de l’enfance à l’opposé d’un âge tendre et mièvre, d’albums pour affirmer la revendication d’une autonomie de l’image sur le texte, à la fois esthétique et conceptuelle. »
Le contexte est dans la « mouvance militante de l'après 68 ». « L’aventure débute par un « Manifeste pour un autre merveilleux » dans les colonnes de Libération dans les années 1970 et se poursuit durant quarante ans avec un même leitmotiv : proposer des livres « différents pour les enfants » et des « albums autres » que ceux stéréotypés, conservateurs et douceâtres, qu’hier et encore aujourd’hui on propose aux plus jeunes », comme l'écrit Bérénice Waty dans le Bulletin des bibliothèques de France (BBF). Caroline Hoinville écrit en 2007 dans son mémoire de Master, en ligne sur le site de l' Enssib : « La maison d’édition Le Sourire qui mord s’inscrit davantage dans le contexte de rénovation profonde touchant le livre pour enfants. (..) Il s’agit véritablement de repenser le livre pour enfant en même temps que le statut de ce public particulier, afin d’en transformer durablement les conceptions et objectifs »
Avec Anne Galland, il écrit son premier album jeunesse, illustré par Anne Bozellec L'Histoire de Julie qui avait une ombre de garçon, publié en 1975, et se « vend à 5 000 exemplaires », essentiellement par « par correspondance au sein de réseaux militants et associatifs ». Christian Bruel raconte en 2003 : « nous recevons un courrier de la commission chargée des publications destinées à la jeunesse : Julie, un livre « morbide », « triste » et « pornographique », est en infraction avec plusieurs articles de la loi de 1949 sur les publications destinées à
la jeunesse ! Loi dont nous ignorions tout ». 
Le catalogue fait très peu de publications. Christian Bruel précise : c'est « une structure éditoriale qui publiera un livre par an les six premières années, puis deux ou trois : la production annuelle ne dépassera jamais cinq nouveautés durant les deux décennies d'existence du Sourire qui mord. »
Les éditions accompagnent de façon pédagogique la diffusion de leurs publications, avec « les Bulletins de liaison du Sourire qui mord avait développé à ses débuts, à l’adresse des acteurs pédagogiques et militants (l’école, les bibliothèques publiques, les associations), et qui accompagnaient chaque sortie de nouvel album. »
Il travaille avec des illustrateurs comme Anne Bozellec, Nicole Claveloux ou Bernard Bonhomme. « Dans ce rejet radical d’une vision édulcorée de la vie, le travail sur les illustrations constitue une rupture : elles sont une trame narrative à part entière, tout aussi pertinentes que le texte et autonomes par rapport à ce dernier », écrit Bérénice Waty dans son article du Bulletin des bibliothèques de France (BBF).
Christian Bruel indique : « en 1985, après 10 années d'existence, Le Sourire qui mord a trois salariés et demi. Vingt-sept titres au catalogue. Plusieurs titres sont traduits, dont Julie en onze langues. » À la suite de difficultés, dont d'ordre économique, « Pierre Marchand, l'éditeur des ouvrages pour la jeunesse chez Gallimard, propose son soutien au Sourire qui mord menacé de disparition. (...) Tout en gardant une totale indépendance éditoriale, j'ai ainsi pu bénéficier d'une diffusion et d'un apport logistique (et souvent financier) pendant dix ans », mais sans être une collection de Gallimard. 
Il est le premier éditeur de plusieurs auteurs-illustrateurs, dont Katy Couprie en 1991, et le premier éditeur français de l'allemand Nikolaus Heidelbach en 1993. Il publie entre autres Thierry Dedieu, Mireille Vautier, Pef ou Pierre Wachs.
Prévaut aussi l' « engagement politique dans l’implication de Christian Bruel au sein du groupe jeunesse du Syndicat national de l’édition », et qui y sera élu en 1992,. Il explique : « Cette responsabilité bénévole et chronophage m'a beaucoup accaparé, sans doute aux dépens de mon travail d'éditeur. Réélu en 1995, j'ai démissionné dès que Le Sourire qui mord a cessé ses activités », en 1996.
Christian Bruel énonce : « Les éditeurs pour la jeunesse prennent une part importante dans la formation sensible et intellectuelle des citoyens de demain mais aussi d’aujourd’hui […]. Cette responsabilité implique une déontologie – l’autonomie de pensée de la jeunesse est une visée plus ambitieuse que sa “subversion” –, et un travail : faire œuvre de littérature à destination d’un public vierge d’une infinité de savoirs. »
Il reçoit en 1991 le Grand prix de littérature de jeunesse de la Ville de Paris, pour l’ensemble de son œuvre.
Christian Bruel est auteur d'une trentaine d'albums, illustrés par divers artistes, essentiellement Anne Bozellec et Nicole Claveloux, qu'il publie à ses éditions Le Sourire qui mord.
À la suite de l'arrêt du Sourire qui mord, en 1996, après 20 ans d'existence, il crée en 1997 une nouvelle maison d'édition, Être, qui réédite quelques-uns de ses anciens titres, et propose plus de traductions d'ouvrages étrangers. « Être éditions s’est ouvert à l’international en allant puiser dans des catalogues étrangers et a proposé des ouvrages revenant sur les parcours d’auteurs reconnus comme Claude Ponti ou Anthony Browne », ce qu'il confirme : « deux différences notables : une production plus importante (trente-deux titres en six ans) et des achats de droits étrangers. » Les éditions Être publient entre autres Sophie Dutertre, Gioconda Belli, Wolf Erlbruch, Ingrid Godon, Nadia Budde ou Susanne Janssen, et des auteurs qu'il traduits lui-même, tels Wally De Doncker (nl), Edward van de Vendel (nl), Harriët van Reek (nl) ou Jens Bonnke (de).
Il est auteur d'une douzaine d'albums illustrés par divers artistes, qu'il publie à ses éditions Être.
Puis, sur son site des éditions, il écrit : « Après quinze années d’une exigeante aventure littéraire et humaine, j'ai dû me résoudre à cesser l’activité éditoriale et à fermer les éditions Être », en 2012. Cette fois, c'est un éditeur extérieur qui reprend une partie de son fonds, les éditions Thierry Magnier,, qui sont également, depuis, le nouvel éditeur de ses œuvres d'auteur.
Les deux maisons d'éditions ont plus de 200 titres dans leurs catalogues. « Plus de dix titres recevront des prix ou récompenses nationales et internationales, dont « la mention d’honneur » à Foire du livre de jeunesse de Bologne pour l’album La mémoire des Scorpions » en 1992, album jeunesse écrit par Christian Bruel, avec une mise en scène et des photographies de Xavier Lambours. « Parmi les livres édités par Christian Bruel, La Grande Question de Wolf Erlbruch a reçu en 2004, le Grand Prix Fiction de la Foire internationale du livre de jeunesse de Bologne. Et Hansel et Gretel (Frères Grimm / Susanne Janssen) s’est vu primer au Portugal, par la biennale Illustrarte en 2007 et à la Foire internationale du livre de Francfort, en 2008. »
Une quarantaine de titres des deux catalogues ont pour auteur Christian Bruel.
Les thèmes des ouvrages publiés sont souvent « tabous » : « les thèmes de prédilection abordés dans les albums majeurs ou emblématiques des deux maisons : le genre et l’identité sexuelle, la famille, le corps, la notion de jeu, l’émancipation de la femme, la séparation des parents, l’homosexualité. » En effet, « L’acceptation de la différence, l’amitié, le féminisme sont des valeurs chères au Sourire qui mord et à Être éditions », écrit encore Bérénice Waty.
Caroline Hoiville écrit en 2007 : « Christian Bruel souhaite insuffler une nouvelle dynamique aux albums pour enfants pour qu’ils deviennent réellement un appui dans la construction psychique et le développement réflexif de ceux-ci. La qualité et l’ouverture sur le monde sont les maîtres mots, amenant parfois un certain caractère subversif et provocateur . » Il dit lui-même vouloir « stimuler le public enfantin en lui offrant les moyens visuels, textuels, réflexifs, voire physiques, de se dépasser pour progresser dans son appréhension de lui-même et des autres. »

Christian Bruel déclare  : 

« Je considère la publication de presque tous nos livres comme des actes profondément politiques en ce sens qu’ils sont des propositions de résistance à l’ordre des choses et que loin d’indiquer une ligne, ils font confiance aux lecteurs considérés comme complices et suscitent un abord critique. C’est sans doute en cela que le politique et l’artistique peuvent aller d’un même pas. »

Il a aussi travaillé comme formateur en littérature et en sémiologie. Il a publié des monographies sur les illustrateurs Anthony Browne et Nicole Claveloux : sa monographie Nicole Claveloux & compagnie remporte le « Special Prize for Outstanding Originality » du Prix BolognaRagazzi de la Foire du livre de jeunesse de Bologne en 1996.
Il est également traducteur d'une douzaine albums jeunesse depuis le néerlandais, le norvégien et l'allemand, dont des ouvrages de Ingrid Godon.
La bibliothèque Clermont Université (Puy-de-Dôme), et le réseau des médiathèques Plaine Commune (Seine-Saint-Denis), ont acquis le Fonds Christian Bruel, avec les archives des deux maisons d'édition Le Sourire qui mord et Être.
Il est secrétaire adjoint de l'Association loi 1901  « L'Agence Quand les livres relient »,, toujours en poste en 2022.

## Éditeur

### Syndicat
Christian Bruel a été président du Groupe des éditeurs de jeunesse au Syndicat national de l’édition, de 1992 à 1996.

### Le Sourire qui mord, et Être
Les deux maisons d'éditions ont plus de 200 titres dans leurs catalogues.
- Éditions Le Sourire qui mord, 1975-1996[12],[2]
  - Quelques auteurs et / ou illustrateurs publiés[2],[16] : Nicole Claveloux, Katy Couprie, Nikolaus Heidelbach, Thierry Dedieu, Mireille Vautier, Pef, Pierre Wachs, Xavier Lambours, Fabienne Burckel, Paul Cox, Pierre Pratt
- Éditions Être, 1997-2012[12]
  - Quelques auteurs et / ou illustrateurs publiés (en sus de ceux réédités du Sourire qui mord)[2] : Sophie Dutertre, Gioconda Belli, Wolf Erlbruch, André Sollie,Ingrid Godon, Nadia Budde, Susanne Janssen, Marlen Haushofer, Sophie Van der Linden, et des auteurs qu'il a traduits, présents sur d'autres Wikipédias : Gerda Dendooven, Wally De Doncker (nl), Edward van de Vendel (nl), Harriët van Reek (nl), Jens Bonnke (de).

### Reprise de certains titres des collections
À la suite de la fermeture des éditions Être en 2012, les éditions Thierry Magnier acquièrent une partie du fonds,. Sont ainsi réédités, dès 2013, des anciens titres, avec une nouvelle couverture. Quelques titres réédités par les éditions Thierry Magnier :  Histoire de Julie qui avait une ombre de garçon, L'Heure des parents, Alboum, Ce que mangent les maîtresses, Les Chatouilles, Liberté Nounours, Vrrr, Nours, La Belle et la Bête, La Grande Question, Un jour de lessive, Quel genre de bisous ? 

### Fonds des deux éditions
La bibliothèque Clermont Université (Puy-de-Dôme), et le réseau des médiathèques Plaine Commune (Seine-Saint-Denis), ont acquis le Fonds Christian Bruel, avec les archives des deux maisons d'édition Le Sourire qui mord et Être.
Un catalogue est publié : Mathieu Lescuyer, Catalogue du fonds Christian Bruel, Éditions du "Sourire qui mord" (1976-1997), "Éditions Être" (1997-2009), Clermont-Ferrand, 2011

## Œuvre

### Albums jeunesse

#### Jusqu'en 1999
- Avec Anne Galland, Histoire de Julie qui avait une ombre de garçon, illustré par Anne Bozellec, Paris, Le sourire qui mord, 1976 ; rééd. Être, 2009 ; rééd. Thierry Magnier, 2014
- Qui pleure ? , ill. Anne Bozellec, 1977
- Lison et l’eau dormante, avec Annie Galland et Anne Bozellec, Le Sourire qui mord, 1978.
- La manginoire, avec Anne Bozellec, le Sourire qui mord, 1979
- Le cheval dans l'arbre, avec Anne Bozellec, le Sourire qui mord, 1980
- Pour de rire, illustré par Nicole Claveloux, le Sourire qui mord, 1981 ; rééd. Être, 2005.
- Crapougneries, avec Charlotte Ruffault et Nicole Claveloux, le Sourire qui mord, 1981
- Hôtel de l’ogre, illustré par Anne Bozellec, Paris, le Sourire qui mord, 1982.
- On serait des grenouilles, avec Anne Bozellec, Le Sourire qui mord, 1983
- Jouer pour changer, avec Bertrand Legendre, le Sourire qui mord, 1984
- Venise n’est pas trop loin, images de Anne Bozellec, ill. par Anne Galland, Gallimard/Le Sourire qui mord, 1986 ; rééd. Être, 2007
- Vous oubliez votre cheval, avec Didier Jouault, images Pierre Wachs, le Sourire qui mord, 1986
- Rouge, bien rouge, avec Didier Jouault, ill. Nicole Claveloux, le Sourire qui mord, 1986
- Jérémie du bord de mer, illustré par Anne Bozellec, le Sourire qui mord, 1984 ; rééd. Être, 2007
- Olga, Mado, Mimi, ill. Mireille Vautier, Le Sourire qui mord, 1987
- Premières nouvelles, illustré par Pef, le Sourire qui mord, 1988
- Vingt minutes sous les mers, conception Katy Deville, ill. Mireille Vautier, le Sourire qui mord, 1988
- Avec Anne Galland, Mon grand album de bébé, illustré par Anne Bozellec et Nicole Claveloux, Paris, le Sourire qui mord, 1989.
- Tchou-tchou connexion, ill. Mireille Vautier, le Sourire qui mord, 1989
- Le jour de la lessive, illustré par Anne Bozellec, Paris, le Sourire qui mord, 1989.
  - réédité sous le titre Un jour de lessive, éditions Être, 2008 ; rééd. éditions Thierry Magnier, 2013
- Pas facile, l’amitié, illustré par Ingri Egeberg, éditions le Sourire qui mord, 1989 ; rééd. Être, 1999
- Vaguement, illustré par Nicole Claveloux, Paris, le Sourire qui mord, 1990.
- La mémoire des scorpions : photo-roman, mise en scène et photographies de Xavier Lambours, le Sourire qui mord, 1991 "Mention" Prix Graphique du Prix BolognaRagazzi de la Foire du livre de jeunesse de Bologne 1992[13].
- Petites musiques de la nuit, ill. Katy Couprie, photographies Xavier Lambours Gallimard, 1992.
- Rien n’est trop beau pour les amis de Zorro, illustré par Zaven Paré, Paris, le Sourire qui mord, 1995.
- La Bourse ou la vie, illustré par Bernard Bonhomme, Paris, éditions Être, 1997.
- Petits chaperons loups, illustré par Nicole Claveloux, éd. Être, 1997.
- Les Chatouilles, illustré par Anne Bozellec, éditions Être, 1997.
- Ce que mangent les maîtresses, illustré par Anne Bozellec, Paris, éditions Être, 1997 ; rééd. Thierry Magnier, 2012
- Chonchon, illustré par Sophie Dutertre, Paris, éditions Être, 1997.
- L’Heure des parents, illustré par Nicole Claveloux, éditions Être, 1999 ; rééd. Thierry Magnier, 2013
- Alboum[17], illustré par Nicole Claveloux, Paris, éditions Être, 1999. Prix Sorcières 1999[18] - Prix Pitchou 2000[19]

#### Depuis 2000
- Nours, illustré par Nicole Claveloux, Paris, éditions Être, 2000 ; rééd. Thierry Magnier, 2014
- Le Loup tout nu, illustré par Bernard Bonhomme, Paris, éditions Être, 2000.
- Vrrr…, ill. Nicole Claveloux, Être, 2001 ; rééd. Thierry Magnier, 2014
- Toujours devant, ill. Nicole Claveloux, Être, 2003.
- Avec Antoine Lefort, Quand serons-nous sages ? Jamais, jamais, jamais, recueil de comptines et proverbes, éditions Être, 2006.
- Quand serons-nous diables ? Toujours, toujours, toujours, recueil de comptines et proverbes, éditions Être, 2006.
- Du soir au matin, jusqu'au soir, illustrations de Judith Ganter, éditions Être, 2007
- Jeux étranges, illustrations de Gosia Machon, éditions Être, 2007
- Liberté Nounours, illustré par Anne Bozellec, éditions Être, 2008 ; rééd. Thierry Magnier, 2013
- L'âge du capitaine, illustré par Christelle Enault, éditions Être, 2009
- L'autre moitié, texte de John Coven et Christian Bruel, images de John Coven, Être, 2009
- Robocoutro, illustré par Nicole Claveloux, éditions Être, 2010.
- D'ici là, un genre d'utopie, illustré par Katy Couprie, éditions Thierry Magnier, 2016
- L'aventure politique du livre jeunesse, La Fabrique, 2022[20]

### Essais
- Nicole Claveloux & Cie, le Sourire qui mord, 1995 - Monographie[8] du travail d'illustratrice de Nicole Claveloux « Special Prize for Outstanding Originality » du Prix BolognaRagazzi de la Foire du livre de jeunesse de Bologne 1996[14].
- Anthony Browne, Être, 2001. - Analyse de l’œuvre de l'auteur-illustrateur britannique Anthony Browne
- L'aventure politique du livre jeunesse, éditions La Fabrique, novembre 2022  (ISBN 9782358722421)

### Traductions
Christian Bruel a traduit une douzaine d'albums jeunesse depuis le néerlandais, le norvégien ou l'allemand :
- Ingri Egeberg, La Dame et la bestiole, trad. du norvégien, le Sourire qui mord, 1989
- André Sollie, illustré par Ingrid Godon, Attendre un matelot (Wachten op matroos), trad. du néerlandais par Séverine Lebrun et Christian Bruel, Éd. Être, 2003
- Gerda Dendooven, Ma maman à nous (Mijn mama), trad. du néerlandais par Séverine Lebrun et Christian Bruel, Éd. Être, 2003
- Wally De Doncker (nl), Vivre sans moi, je ne peux pas (Ik mis me), images de Gerda Dendooven, trad. du néerlandais par Séverine Lebrun et Christian Bruel, Éd. Être, 2003
- Edward van de Vendel (nl), Petit lapin stupide (Dom konijn), images de Gerda Dendooven, trad. du néerlandais par Séverine Lebrun et Christian Bruel, Éd. Être, 2003
- Edward van de Vendel, Super Gloupi (Super Guppie), images de Fleur van der Weel, trad. du néerlandais, Éd. Être, 2004
- Nadia Budde, Un, deux, trois et toi (Eins, zwei, drei, Tier), trad. par Christian Bruel, Éd. Être, 2004
- Harriët van Reek (nl), Les aventures de Léna Léna (De avonturen van Lena Lena), trad. du néerlandais par Séverine Lebrun et Christian Bruel, Éd. Être, 2004
- André Sollie, illustré par Ingrid Godon, Un bus pour Haïwai, trad. du néerlandais par Séverine Lebrun et Christian Bruel, Éd. Être, 2004
- Edward van de Vendel (nl), Super super Gloupi (Super guppie krijgt kleintjes), images de Fleur van der Weel, traduit du néerlandais, Éd. Être, 2005
- Jacob et Wilhelm Grimm, Hänsel et Gretel, images de Susanne Janssen, traduit de l'allemand par Susanne Janssen et Christian Bruel, Éd. Être, 2007
- Jens Bonnke (de), Oiseaux penchés et chiens tordus : expressions toutes bêtes (Schräger Vogel, Krummer Hund), album traduit et adapté de l'allemand par Violette Kubler et Christian Bruel, Éd. Être, 2009

## Prix et distinctions
- 1991 : Grand prix de littérature de jeunesse de la Ville de Paris, pour l’ensemble de son œuvre[2]
- 1992 :  "Mention" Prix Graphique du Prix BolognaRagazzi de la Foire du livre de jeunesse de Bologne[13], pour La mémoire des scorpions : photo-roman, texte de Christian Bruel, mise en scène et photographies de  Xavier Lambours
- 1996 :  « Special Prize for Outstanding Originality » du Prix BolognaRagazzi de la Foire du livre de jeunesse de Bologne[14], pour Nicole Claveloux & compagnie, qu'il a écrit
- 1999 : Prix Sorcières[18] pour Alboum, illustré par Nicole Claveloux
- 2000 : Prix Pitchou[19] pour Alboum, illustré par Nicole Claveloux

## Exposition
- « À propos d'enfance(s), les albums édités par Christian Bruel », exposition itinérante, réalisée par le réseau des médiathèques Plaine Commune, Seine-Saint-Denis, en 2014[12].